# Горяева, Татьяна Михайловна
Татья́на Миха́йловна Горя́ева (род. 15 сентября 1951 Москва) — российский историк-архивист, источниковед, доктор исторических наук. Директор РГАЛИ (2001—2019), руководитель проекта «Дом текста» ГМИИ им. А.С. Пушкина. Заслуженный работник культуры Российской Федерации (2013).

## Биография
Окончила в 1968 г. среднюю школу № 125 на Малой Бронной, где в то время литературу преподавала Надежда Яковлевна Мирова. Во второй половине 1960-х — начале 1970-х годов — член Совета популярной радиопрограммы для старшеклассников «Ровесники».
В 1973 г. окончила Московский государственный историко-архивный институт. Училась у профессоров С. О. Шмидта, Е. В. Чистяковой, в семинарах у А. А. Зимина и Ф. А. Коган-Бернштейн. В спецкурсе Т. П. Коржихиной по литературно-художественным группировкам 1920-х годов Горяева подготовила курсовую работу, посвящённую истории акционерного общества «Радиопередача», которая затем была доработана до дипломной работы, а уже позже на кафедре источниковедения под руководством профессора М. Н. Черноморского защищена кандидатская диссертация на тему: «Документы Радиокомитета периода Великой Отечественной войны как исторический источник».
Занималась научными исследованиями во Всероссийском НИИ архивоведения и документоведения (ВНИИДАД), долгие годы преподавала в Российском государственном гуманитарном университете на кафедре архивоведения Историко-архивного института РГГУ. Совместно с Б. С. Илизаровым и другими преподавателями кафедры была одним из основателей Центра документации «Народный архив». В 2000 году защитила докторскую диссертацию на тему: «История советской политической цензуры. 1917—1991 гг.», научным консультантом которой была профессор О. М. Медушевская.
С 2001 года по 2019 год — директор Российского государственного архива литературы и искусства. Профессор кафедры архивоведения факультета архивного дела Историко-архивного института.
Член Совета при Президенте Российской Федерации по русскому языку.
Член Организационного комитета по поддержке литературы, книгоиздания и чтения в Российской Федерации.
Участник программ на радиостанциях «Маяк», «Радио России», «Радио России — Культура», «Орфей», научно-образовательных и просветительских программ на телеканале «Культура» («Худсовет», «Главная роль», «Тем временем», «Что делать?»). Автор и ведущий программы «Документальная история» (2008—2010), ведущая документальных фильмов «Единица хранения», автор и режиссёр Г. Г. Аксёнова (2016). Героиня популярной передачи на НТВ «Школа злословия» (выпуск 2014 г.).
Семья
Муж Игорь Евгеньевич Горяев — радиожурналист, дочь Елена — тележурналист, ведущая информационной программы «Вести».

## Научная деятельность
Опубликовано около 200 научных работ в области архивоведения, источниковедения, археографии, истории российской культуры. Имеет большой опыт в публикации исторических источников. Участник конференций в России, США, Германии, Польше, Южной Корее, Армении.

### Монографии
- Горяева Т. М. Радио России. Партийно-государственный контроль радиовещания в 1920-е — начале 1930-х гг.: Документированная история.—  М.: РОССПЭН, 2000 (изд. 2-е, 2008).
- Горяева Т. М. Политическая цензура в СССР. 1917—1991. — М: «Российская политическая энциклопедия» (РОССПЭН), 2002. — 400 с. — (Серия: «Культура и власть от Сталина до Горбачева. Исследования»). — ISBN 5-8243-0279-0
- Горяева Т. М. Политическая цензура в СССР. 1917—1991гг.— 2-е изд., испр. — М.: Российская  политическая  энциклопедия  (РОССПЭН), 2009. — 407 с. — (История  сталинизма). — ISBN  978-5-8243-1179-2.

### Учебно-методические издания
- Горяева Т. М. Издание документов по истории советской радиожурналистики (Методические рекомендации) / Под ред. О. М. Медушевской. — М.: Главархив СССР, ВНИИДАД, 1986.
- Горяева Т. М. Архивы культуры: Учебн. пособие. — М.: РГГУ, 2011.

### Документальные издания
- История советской радиожурналистики. Документы. Тексты. Воспоминания. Т.1. 1917—1945 гг. / Т. М. Горяева, отв. сост., авт. предисловия Т. М. Горяева. Под ред. Я. Н. Засурского. — М.: Изд. МГУ, 1991. В соавт. с Е. Л. Луначарским, Н. Н. Жмуровым, А. А. Шерелем и др. — 435 с. — ISBN 5-211-00859-6
- Исключить всякие упоминания. Очерки истории советской политической цензуры / Сост., ред., авт. предисловия Т. М. Горяева. — Минск-М.: Старый Свет-Принт, Время и место, 1995. — 334 с. — (Культура и цензура). — ISBN 985-424-002-9
- История советской политической цензуры. Документы и комментарии / Т. М. Горяева, отв. сост., сост., автор предисловия и комментариев. — М.: РОССПЭН, 1997. — 672 с. — ISBN 5-86004-121-7
- Радио России. Политический контроль советского радиовещания в 1920—1930-х годах. Документированная история. — М.: «Российская политическая энциклопедия» (РОССПЭН), 2000. — 175 с. — (Культура и власть от Сталина до Горбачева. Исследования). — ISBN 5-8243-0094-1
- Институты управления культурой в период становления. 1917—1930-е гг. Партийное руководство; государственные органы управления: схемы / Федеральное архивное агентство, РГАСПИ, РГАЛИ, ГА РФ; сост., вступительные статьи Л. М. Бабаева, Т. М. Горяева, Н. К. Дрезгунова, А. Л. Евстигнеева и др. — М.: РОССПЭН, 2004 — (Культура и власть от Сталина до Горбачева. Исследования). — ISBN 5-8243-0546-3
- «Великая книга дня…» Радио в СССР: Документы и материалы / Составитель Т. М. Горяева. — М.: РОССПЭН, 2007. — 1039 с. — ISBN 978-5-8243-0879-2
- Горяева Т. М. Радио России. Политический контроль радиовещания в 1920-х—1930-х годах. Документированная история. — 2-е изд. — М.: Российская политическая энциклопедия (РОССПЭН); Фонд Первого Президента России Б. Н. Ельцина, 2009. — 159 с., ил. (История сталинизма).
- Между молотом и наковальней: Союз советских писателей СССР: Документы и комментарии. Т. 1: 1925 — июнь 1941 г. / Федеральное архивное агентство, РГАЛИ; рук. коллектива, авт. предисловия Т. М. Горяева; сост. Л. М. Бабаева, З. К. Водопьянова (отв. сост.), Т. В. Домрачева. — М.: РОССПЭН, 2010. — ISBN 978-5-8243-1509-7
- «Мы предчувствовали полыханье...» Союз советских писателей СССР в годы Великой Отечественной  войны. Июнь 1941—сентябрь 1945 г. Документы и комментарии. Т. 2: В 2 кн. Кн. 1. 22 июня 1941—1943 гг. / рук. коллектива Т. М. Горяева, сост.  В. А.  Антипина,  З. К.  Водопьянова,  Т. В.  Домрачева. — М.:  Политическая энциклопедия, 2015. — 893 с. (История сталинизма)
- «Мы предчувствовали полыханье...» Союз советских писателей СССР в годы  Великой Отечественной  войны. Июнь 1941 — сентябрь 1945 г. Документы и комментарии. Т. 2: В 2 кн. Кн. 2.1944 — 2 сентября 1945 гг. / рук. коллектива Т. М. Горяева, сост. В. А. Антипина, З. К. Водопьянова, Т. В. Домрачева. — М.: Политическая энциклопедия, 2015. — 767 с. (История сталинизма)

### Основные статьи и публикации
- Горяева Т. М. Радиогазета середины 20-х — начала 30-х гг. как исторический источник // История СССР. 1984. — № 1. — С. 72—86.
- Горяева Т. М. Проблемы выявления, отбора и публикации документов по истории советской радиожурналистики // Современные вопросы историографии советской археографии. — М., 1985. — С. 41—42.
- Горяева Т. М. Фонодокументы как источник по истории Великой Отечественной войны // История СССР, 1985. — № 3. — С. 142—154.
- Горяева Т. М. Журналистика и цензура (источниковедческий анализ радиоматериалов 20-х-30-х гг.) // История СССР, 1990. — № 3. — С. 112—123.
- Горяева Т. М. О работе К. С. Малевича и С. И. Бернштейна // История СССР, 1991. — № 6. — С. 123—136. В соавт. с Л. М. Бабаевой.
- Горяева Т. М. Из истории отечественной звуковой культуры (Жизнь и деятельность С. И. Бернштейна) // Архивы звука и образа. Статьи и методич. материалы. — М.: АИРО-ХХ,1996 — Сер. «Народный архив». — С. 26—41.
- Горяева Т. М. Главлит и литература в период «литературно-политического брожения в Советском Союзе» // Вопросы литературы, 1998. — № 5. — С. 276—320.
- Горяева Т. М. Анатомия цензуры // Новые вехи. — 1998. — № 2. — С. 89—107.
- Горяева Т. М. Системный анализ партийно-государственного управления советской культурой, 1917—1940: база данных, органиграммы, научные исследования // Российская государственность: традиции, преемственность, перспективы: Материалы II Чтений памяти профессора Т. П. Коржихиной / Под общ. ред Т. Г. Архиповой. — М.: РГГУ, 1999. — С. 215—219.
- Gorjaeva T. Die Archivwelt Rußlands: Mythen und Wirklichkeit // Das historische Gedächtnis Rußlands. Archive, Bibliotheken, Geschichtswissenschaft / Hrsg. von K.Eimermacher und A.Hartmann. Bochum, 1999. S. 79—109.
- Горяева Т. М. Развитие форм и методов моделирования в архивно-источниковедческих исследованиях истории культурной политики 1917—1940 гг. // Архивоведение и источниковедение отечественной истории. Проблемы взаимодействия на современном этапе. Доклады и тезисы выступлений на третьей Всероссийской конференции 25—25 февраля 1999 г. — М.: Росархив, ВНИИДАД, 1999. — С. 143—151.
- Горяева Т. М. Архивная политика в развивающейся России // INDEX. Досье на цензуру. 2001. — № 14. — С. 34—41.
- Горяева Т. М. Научная основа формирования документального фонда культуры России // Архивоведение и источниковедение отечественной истории Москва. — М., 2002. — С. 48—55.
- Горяева Т. М. Литературные группировки 1920-х—1930-х гг.: история начала и конца. Межархивный тематический обзор // Встречи с прошлым. Вып. 10. — М.: РОССПЭН, 2004. — С. 645—685.
- Goryaeva T. «Wenn morgen Krieg ist…». Zum Feindbild in der sowjetishen Propaganda 1941—1945 // Russen und Deutsche im Ersten und Zweiten Weltkrieg. Herausgegeben von Karl Eimermacher und Astrid Volpert. Band 1. München, Wilhelm Fink Verlag, 2005. S. 427—268.
- Goryaeva T. Informationen, Glaube, Hoffnung — Der sowjetische Rundfunk in den Kriegsjahren // Russen und Deutsche im Ersten und Zweiten Weltkrieg. Herausgegeben von Karl Eimermacher und Astrid Volpert. Band 1. München, Wilhelm Fink Verlag, 2005. S. 507—529.
- Горяева Т. М. Хранить вечно? (Беглые заметки) // НЛО. 2005. — № 4 (74). — С. 317—324.
- Горяева Т. М. Жемчужина коллекции И. С. Зильберштейна. Неизвестные письма И. Е. Репина Н. И. Базилевскому // И. С. Зильберштейн: Штрихи к портрету: К 100-летию со дня рождения. — М.: Наука, 2006. — С. 491—515.
- Горяева Т. М. Неизвестная Ольга Берггольц // Вестник истории, литературы, искусства / Отд-ние ист.-филол. наук РАН; гл. ред. Г. М. Бонгард-Левин. — М.: Наука, 2006. — Т. II. — С. 478—490. — ISBN 5-02-034486-9.
- Горяева Т. М. Образ или модель культуры: научная основа формирования источниковой базы // Текстологический временник. Русская литература XX века: Вопросы текстологии и источниковедения / ИМЛИ РАН, ИРЛИ (Пушкинский Дом) РАН. — М.: ИМЛИ РАН, 2009. — С. 9—14.
- Горяева Т. М. Чёрное на белом. Неизвестные рисунки Георгия Эфрона // Вестник истории, литературы, искусства. Отд-ние ист.-филол. РАН. — М.: Собрание; Наука, 2009, Т. 6. — С. 439—448, цветная вклейка XXXIX.
- Горяева Т. М. Чёрное на белом. Страсть к рисованию / Вступительная статья // Неизвестность будущего: дневники и письма 1940—1941 годов / Георгий  Эфрон; изд. подг. Е. Коркиной, В. Лосской, А. И. Поповой. – М.: Издательство АСТ, 2017. С. 11—14. — 512 с. — (Письма и дневники) — ISBN  978-5-17-095451-3
- Горяева Т. М. Архивы русских музыкантов в РГАЛИ // Наследие: Русская музыка мировая культура. Вып. 1. Сб. статей, материалов, писем и воспоминаний. — М.: Научно-издательский центр «Московская консерватория», 2009. — С. 11—17.
- Горяева Т. М. «Если завтра война…»: Образ противника в советской пропаганде 1941—1945 // Россия и Германия в XX веке: в 3 т. — М.: АИРО-XXI, 2010. — Т. 1: Обольщение властью. Русские и немцы в Первой и Второй мировых войнах. — С. 343—372.
- Горяева Т. М. Информация, вера, надежда: Советское радио в годы войны // Россия и Германия в XX веке: в 3 т. — М.: АИРО-XXI, 2010. — Т. 1: Обольщение властью. Русские и немцы в Первой и Второй мировых войнах. — С. 399—414.
- Горяева Т. М. Футурологи прошлого // Наше наследие. 2011. — № 98. — С. 36—46.
- Горяева Т. М. «Фабрика поэтов». К истории Института живого слова // Встречи с прошлым. Вып. 11. — М.: РОССПЭН, 2011. — С. 231—328.
- Горяева Т. М. Разные места текста. К 70-летию РГАЛИ. Текстологический временник. Вопросы текстологии и источниковедения. Книга 2. / РАН, ИМЛИ, ИРЛИ, РГАЛИ. — М., 2012. — С. 3—20.
- Горяева Т. М. Возвращение: долгая дорога домой // Материалы международной научной конференции «Возвращение авангарда». 1—4 июля 2004 г. Одесса. — Одесса, 2012. — С. 36—42.
- Горяева Т. М. Россия — Италия: культурный диалог XIX—XX вв. (источники РГАЛИ) // Проблемы итальянистики. Вып. 5. Итальянские архивы в России — Российские архивы в Италии. М.: РГГУ, 2013. — С. 13—30.
- Горяева Т. М. Документы Т. Г. Шевченко в РГАЛИ / Т. М. Горяева, Г. Р. Злобина // Архіви України. — 2014. — № 3. — С. 29—41.
- Горяева Т. М. Дневник как жанр документальной исповеди // Берггольц О. Блокадный дневник (1941—1945). — СПб.: Вита Нова, 2015. — С. 449—478. — ISBN 978-5-93898-529-2.
- Горяева Т. М. «…ЦГАЛИ — это дитя века!» Документы И. С. Зильберштейна о научном подходе к формированию и деятельности архива (1972, 1974 гг.) // Отечественные архивы. 2016. — № 2. — С. 79—89.
- Горяева Т. М. Культурная дипломатия в межвоенный период. Советские и немецкие писатели: мосты и диалоги // Российско-германские культурные связи в XX веке. Влияние и взаимодействие / Под ред. А. А. Чубарьяна и Х. Мёллера. — Берлин, 2016. — С. 31—41.
- Горяева Т. М. Архивы русского зарубежья в РГАЛИ. Проблемы собирания и научного освоения // Государственная Третьяковская галерея. Научные конференции, круглые столы, симпозиумы. — М., 2016. — С. 473—483.
- Горяева Т. М. Как архив Николая Харджиева был возвращен в Россию // Наше наследие: Иллюстрированный историко-культурный журнал. — 2018. — № 125. — С. 18—31.
- Горяева Т. М. Русский авангард в межнациональном контексте // Отечественные архивы. — 2019. — № 5. —  С. 113—115. — (Конференции, совещания, семинары)

## Награды и звания
- Медаль ордена «За заслуги перед Отечеством» II степени (16 апреля 2019 года) — за большой вклад в развитие отечественной литературы и издательского дела, многолетнюю плодотворную работу[19].
- Заслуженный работник культуры Российской Федерации (25 июля 2013 года) — за заслуги в области культуры и многолетнюю плодотворную работу[20].
- Благодарность Министра культуры и массовых коммуникаций Российской Федерации (28 марта 2006 года) — за  многолетний добросовестный труд и активное участие в обеспечении сохранности, комплектования и организации использования документов Архивного фонда Российской Федерации[21].